# Acacia amblyophylla
Acacia amblyophylla — вид квіткових рослин з родини бобових, що зростає в Австралії: зх. Західна Австралія. Росте на вапнякових підвищеннях і прибережних дюнах на вапняних піщаних ґрунтах. Це кущ або дерево з густою кроною, зі списоподібними філодіями (черешки, що виконують фотосинтетичну функцію) з вузьким кінцем до основи, з квітками золотистого кольору, розташованими в кулястих голівках по 24–26 у кожній, і широколінійними або вузьковидовженими стручками довжиною до 200 мм.

## Морфологічний опис
Acacia amblyophylla — кущ або дерево, яке зазвичай досягає висоти 1.5–4 метри, має багато стебел і густу крону. Філодії більш-менш прямі, списоподібні з вузьким кінцем до основи, тонкошкірясті, здебільшого 50–80 мм завдовжки і 5–10 мм завширшки. Філодії звужені на обох кінцях, з 1 або 2 неясними залозками на 10–35 мм над основою. Квітки розташовані в кулястих головках на квітконіжках довжиною 3–6 мм, у кожній головці по 24–26 квіток золотистого кольору. Цвітіння відбувається приблизно з травня по серпень. Стручок від широколінійного до вузьковидовженого, завдовжки до 200 мм, завширшки 10–13 мм, злегка звужений між насінням. Насіння чорне, 7–9 мм завдовжки і 5.5–6.5 мм завширшки.